# 第24SS武装山岳猟兵師団
第24SS武装山岳猟兵師団（独: 24. Waffen-Gebirgs-Division der SS）は武装親衛隊の師団である。
1942年6月、スロベニア、クロアチア、セルビア、ウクライナ、イタリア、及び各地方の民族ドイツ人からなる義勇兵により編制された、カルストヴェーア大隊（Karstwehr Battalion）がこの師団の原型である。装備、訓練共に山中での戦闘を目指したもので、スロベニア、イタリア・オーストリア国境にかけてのアルプス山脈で活動、パルチザン掃討活動を任務とした山岳戦専門の部隊であった。
イタリアが降伏したとき北イタリアに進駐、タルヴィージオでイタリア軍の武装解除を行った。1944年8月に師団に改編されたが、これは実際の戦力増加を伴わない、あくまで書類上のものであり、後に師団から山岳旅団へ格下げされたこともあった。
その後もパルチザンとの激闘は続き、終戦時、師団はオーストリア国境を防衛、バルカン半島で戦っていたドイツ軍が西へ退却してイギリス軍に降伏することを可能にした。
師団の残存部隊は最後まで戦ったドイツ軍部隊のひとつとなり、1945年5月9日、イギリス第6機甲師団に降伏した。

## 戦闘序列

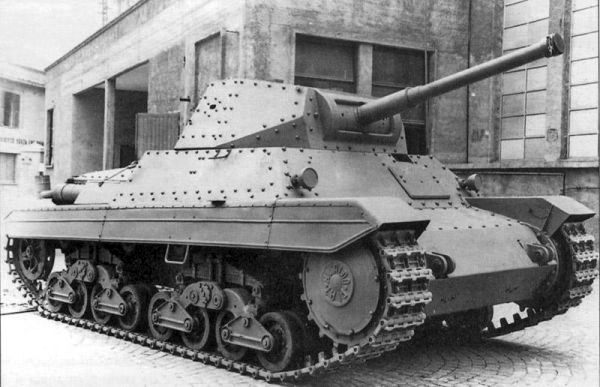
14両の鹵獲されたイタリアのP40 (戦車)が1944年7月に新編された師団に装備された。しかし信頼性が低いことが判明した。

書類上、師団の最終的な戦闘序列は次のような物だった。
- 第59SS山岳猟兵連隊（山岳歩兵）(3個大隊)
- 第60SS山岳猟兵連隊（山岳歩兵）(3個大隊)
- 第24SS山岳砲兵連隊（4個大隊）
- 第24SS偵察大隊
- 第24SS装甲猟兵大隊（対戦車部隊）
- 第24SS工兵大隊
- 第24SS山岳通信大隊
- 第24SS補充大隊

師団の設立時には補給部隊も含まれるはずだった。実際には、第59山岳猟兵連隊、第24SS山岳砲兵連隊の1個大隊、第24SS工兵大隊の1個中隊、それに半個中隊規模の師団装甲中隊だけで設立された。

## 師団長
歴史家のゴードン・ウィリアムソンは3人の武装SS将校が師団および旅団を指揮したとしている。これに対して、ローランド・カルテネッガーはハーンのみを部隊指揮官としている。
| 着任          | 離任          | 階級（当時）   | 氏名                                  |
| ------------- | ------------- | -------------- | ------------------------------------- |
| 1944年8月     | 1944年12月5日 | 親衛隊中佐     | カール・マルクス （ Karl Marx）       |
| 1944年12月5日 | 1945年2月10日 | 親衛隊少佐     | ヴェルナー・ハーン （Werner Hahn）    |
| 1945年2月10日 | 1945年5月8日  | 親衛隊上級大佐 | アドルフ・ヴァグナー （Adolf Wagner） |

## 制服
部隊章は様式化されたテュールのルーン文字（Týr rune）に左右の矢印を付加したものだった。
襟章も製造されたが、これは実際には使用されなかったとされ、師団員は標準的なSSルーン（Sig runes）を付けていた。